# 해들리 로빈슨
해들리 로빈슨(영어: Hadley Robinson, 1995년 12월 5일 ~ )은 미국의 배우이다.